# Dây chuyền thập giá

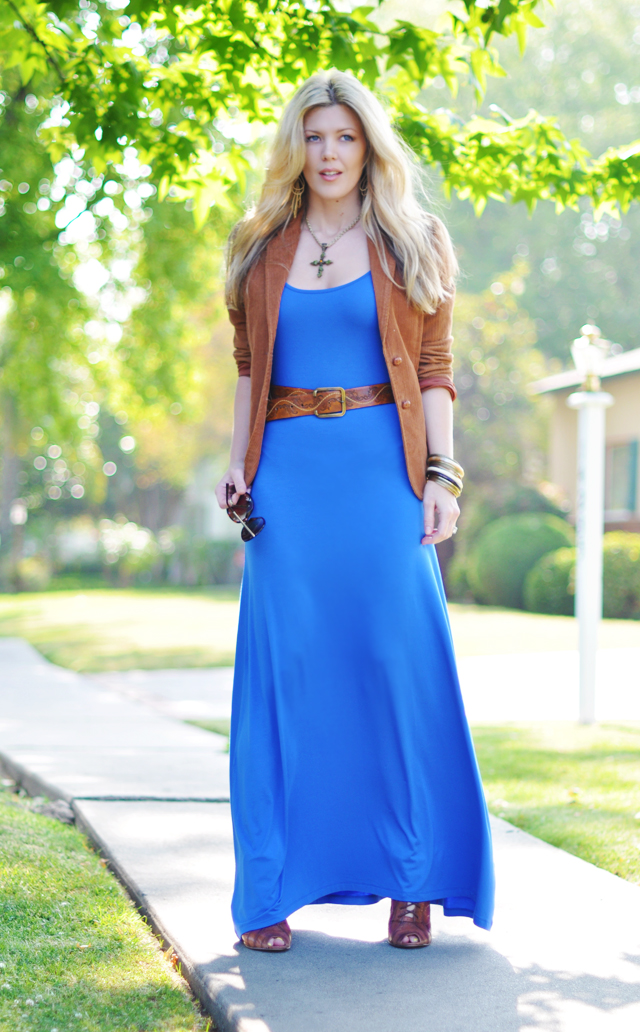
Một phụ nữ đeo giây chuyền thập giá

Dây chuyền thập giá (Crucifix necklace) hay Giây chuyền Thánh giá (Cross necklace) là bất kỳ vòng cổ dạng dây (dây chuyền) nào có đính gắn hình ảnh Thánh giá Thiên chúa giáo hoặc cây khổ hình. Thánh giá thường được đeo như một dấu hiệu của sự cam kết với đức tin Cơ đốc và đôi khi được nhận làm quà tặng cho Nghi thức Cơ Đốc giáo chẳng hạn như rửa tội (báp-têm) và xác nhận.  Trong những thế kỷ đầu tiên của kỷ nguyên Kitô giáo, cây thập giá là một biểu tượng bí mật được sử dụng bởi những tín đồ của hội kín tôn giáo mới bị đàn áp. Một số Cơ đốc nhân tin rằng việc đeo thánh giá mang lại sự bảo vệ khỏi ác quỷ, trong khi những người khác, theo đạo Thiên chúa và không theo đạo Thiên chúa, đeo dây chuyền hình thánh giá như một phụ kiện thời trang. Một số giáo phái Cơ Đốc giáo, chẵng hạn như Nhân Chứng Giê-hô-va tin rằng việc đeo thánh giá bị cấm theo lời huấn dụ các tín nhân trong các điều răn nhằm chống lại tục thờ ngẫu tượng.

## Tổng quan
Mặt dây chuyền thánh giá là một món quà tâm linh tượng trưng cho sự may mắn của những người theo đạo Thiên Chúa, mặt dây chuyền thánh giá được cộng đồng giáo hội sử dụng như bày tỏ lòng biết ơn và tình yêu với Chúa. Nhiều người lựa chọn mặt dây chuyền thánh giá để nhắc nhở mình về sự hy sinh của Chúa Jesus. Trong nghi thức Cơ Đốc giáo, những người giao tế của Chính thống giáo Cổ Đông phương và Chính thống giáo Cổ Đông phương phải luôn đeo dây chuyền thánh giá rửa tội của họ, đây một nghi thức thực hành tôn giáo bắt nguồn từ Điều 73 và Điều 82 của Công đồng đại kết thứ sáu (Thượng hội đồng) của Constantinople (Công đồng Constantinopolis III). Nhiều giám mục thuộc nhiều giáo phái khác nhau, chẳng hạn như Giáo hội Chính thống Đông phương, đeo thánh giá như một dấu hiệu cho Thánh lệnh của họ. Hầu hết các tín đồ của Nhà thờ Tewahedo Chính thống Ethiopia sẽ đeo một cây thánh giá gắn vào dây chuyền hoặc matäb, một sợi dây lụa. Matäb được buộc quanh cổ vào thời điểm rửa tội và người nhận phải luôn đeo matäb. Phụ nữ thường gắn một cây thánh giá hoặc mặt dây chuyền khác vào matäb, nhưng điều này không được coi là cần thiết. 

## Thế tục

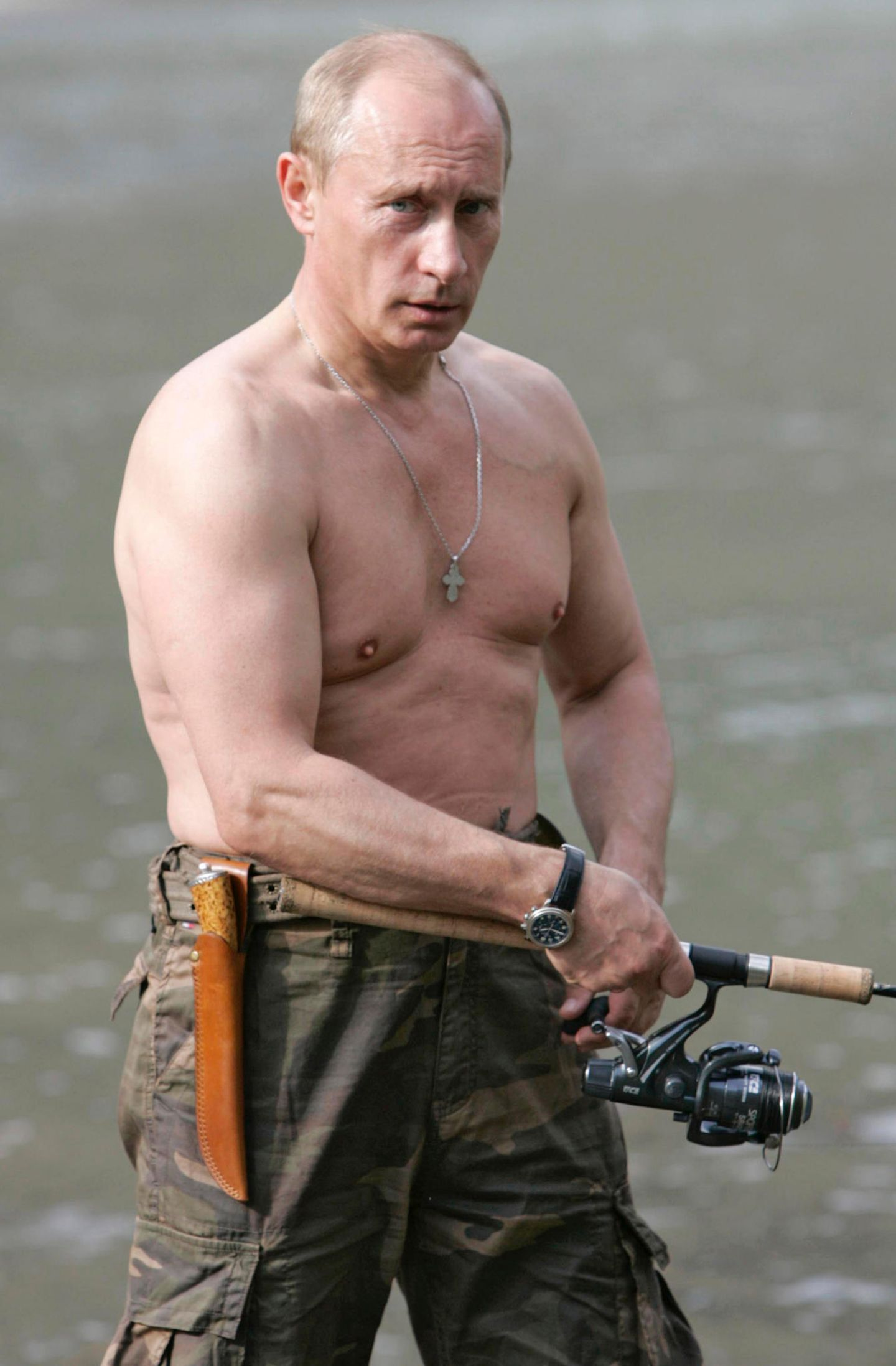
Tổng thống Vladimir Putin cởi trần câu cá với giây chuyền thập giá

Ở một số quốc gia, chẳng hạn như Cộng hòa Nhân dân Xã hội chủ nghĩa Albania, nhà nước vô thần, việc đeo dây chuyền hình thánh giá trong lịch sử đã bị cấm. Năm 1967, Hoxha tự hào tuyên bố rằng Albania là quốc gia hoàn toàn vô thần đầu tiên. Đây từng là một quốc gia có người Hồi giáo chủ yếu với thiểu số tín hữu Công giáo và các nhóm nhỏ Chính Thống giáo Hy Lạp ở phía nam. Từ khi bắt đầu sự cai trị của thể chế cộng sản, tất cả các tôn giáo đều phải cắt đứt quan hệ với các trung tâm tôn giáo của họ ở nước ngoài và trên thực tế tất cả các linh mục trụ lại được sau cuộc đàn áp ban đầu đều bị giam trong nhà tù hoặc trại lao động. Các dòng tu bị xóa bỏ, và tất cả các nghi lễ tôn giáo, kể cả việc cử hành các bí tích, đều bị cấm tiệt và bị trừng phạt bằng mưqc án tử hình đối với những người lén lút thực hiện nghi lễ. Người dân thậm chí không được phép đeo những chiếc vòng cổ tôn giáo hoặc đeo những thứ như giây chuyền đính mặt thánh giá nhỏ. Vào ngày 18 tháng 3 năm 2011, Tòa án Nhân quyền Châu Âu đã ra phán quyết trong vụ Lautsi v. Italy, rằng yêu cầu trong luật pháp Ý rằng các cây thánh giá được trưng bày trong lớp học của các trường công lập không vi phạm Công ước Châu Âu về Nhân quyền.
Trong hai án lệ về những trường hợp diễn ra ở Anh được công bố rộng rãi gồm vụ nữ y tá Shirley Chaplin và tiếp viên hàng không British Airways Nadia Eweida đã bị kỷ luật vì đeo dây chuyền hình chữ thập tại nơi làm việc, vi phạm điều khoản lao động của họ. Cả hai đều đưa vụ việc của mình lên Tòa án Nhân quyền Châu Âu. Vụ kiện của Chaplin đã bị bác bỏ, trong khi Eweida được bồi thường thiệt hại với lý do chính phủ Anh đã không cân nhắc đủ chặt chẽ quyền biểu đạt tôn giáo của cô. Trước những trường hợp như vậy, vào năm 2012, cựu Tổng giám mục Canterbury của Cộng đồng Anh giáo, George Carey, và sau đó là người đứng đầu Giáo hội Công giáo La Mã ở Scotland là Hồng y Keith O'Brien, đã kêu gọi tất cả những người theo đạo Cơ Đốc giáo thường xuyên phải đeo dây chuyền thánh giá. Năm 2005, một người mẹ cáo buộc trường học của con gái mình ở Derby thuộc Anh đã phân biệt đối xử với những người theo đạo Cơ Đốc sau khi cậu thiếu niên bị đình chỉ học vì từ chối việc phải tháo bỏ cái vòng cổ thánh giá đang đeo.

## Hình ảnh

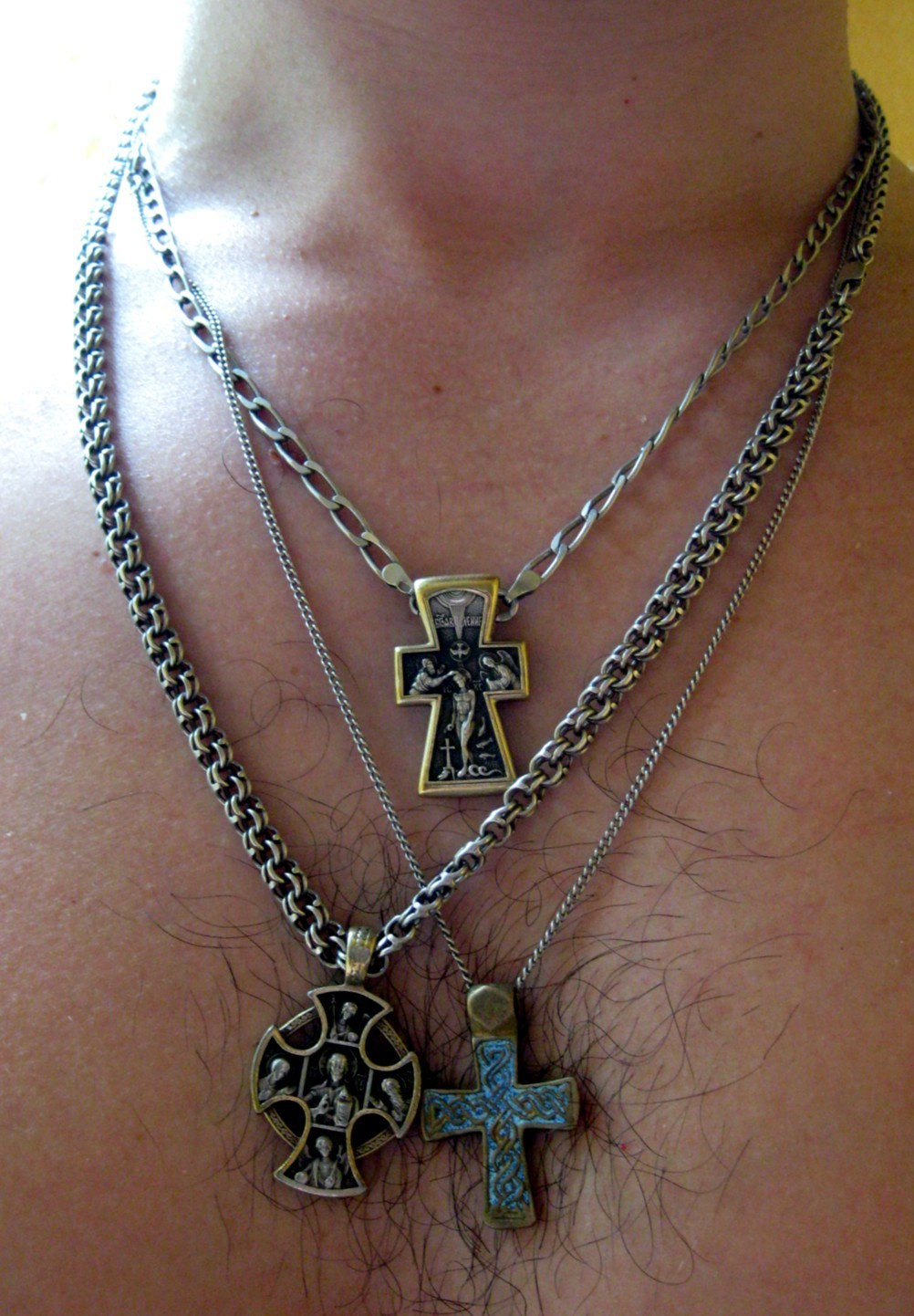
Một người đeo 3 sợi giây chuyền thập giá
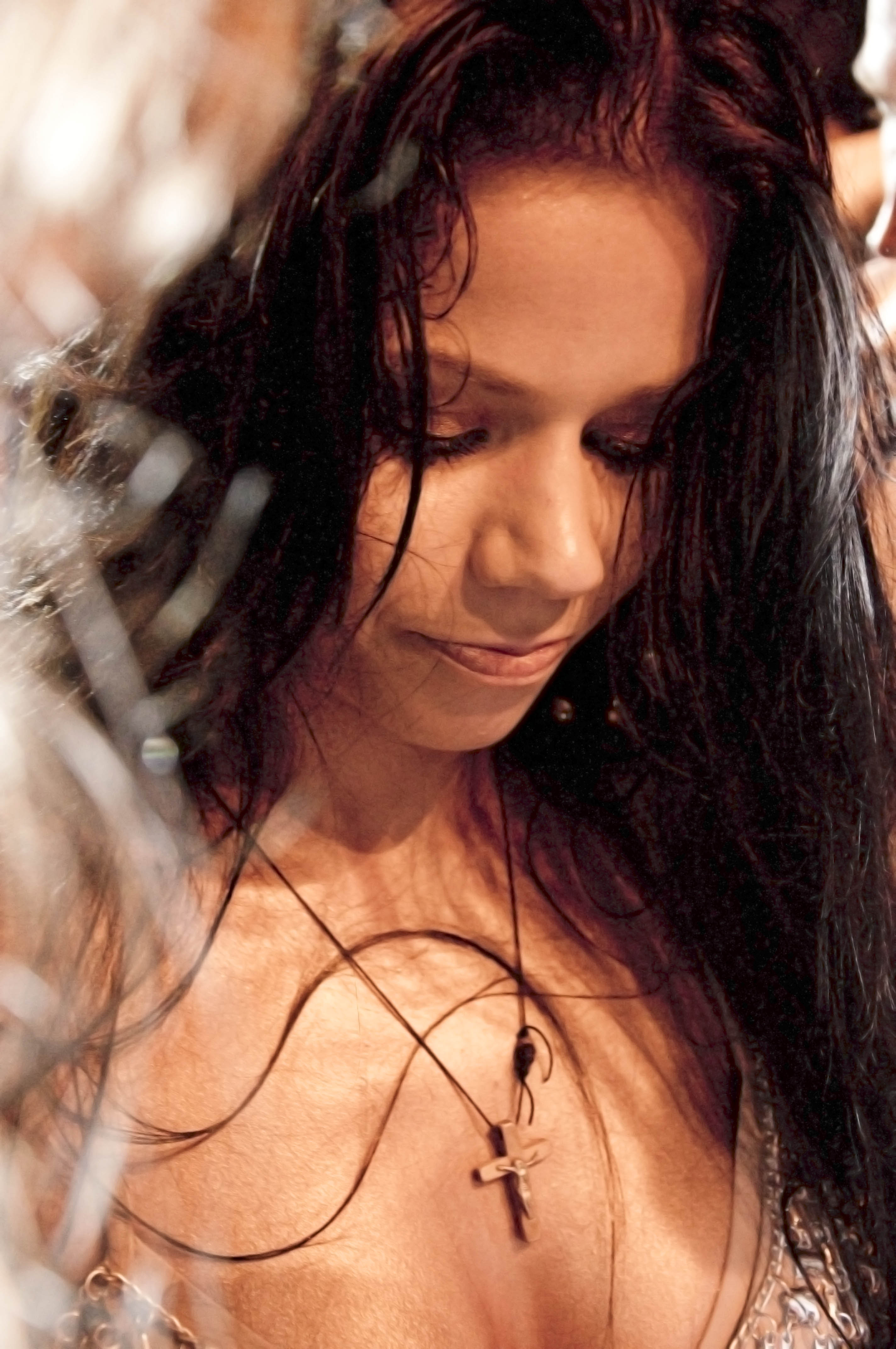
Ca sĩ Bianka đeo giây chuyền thập giá
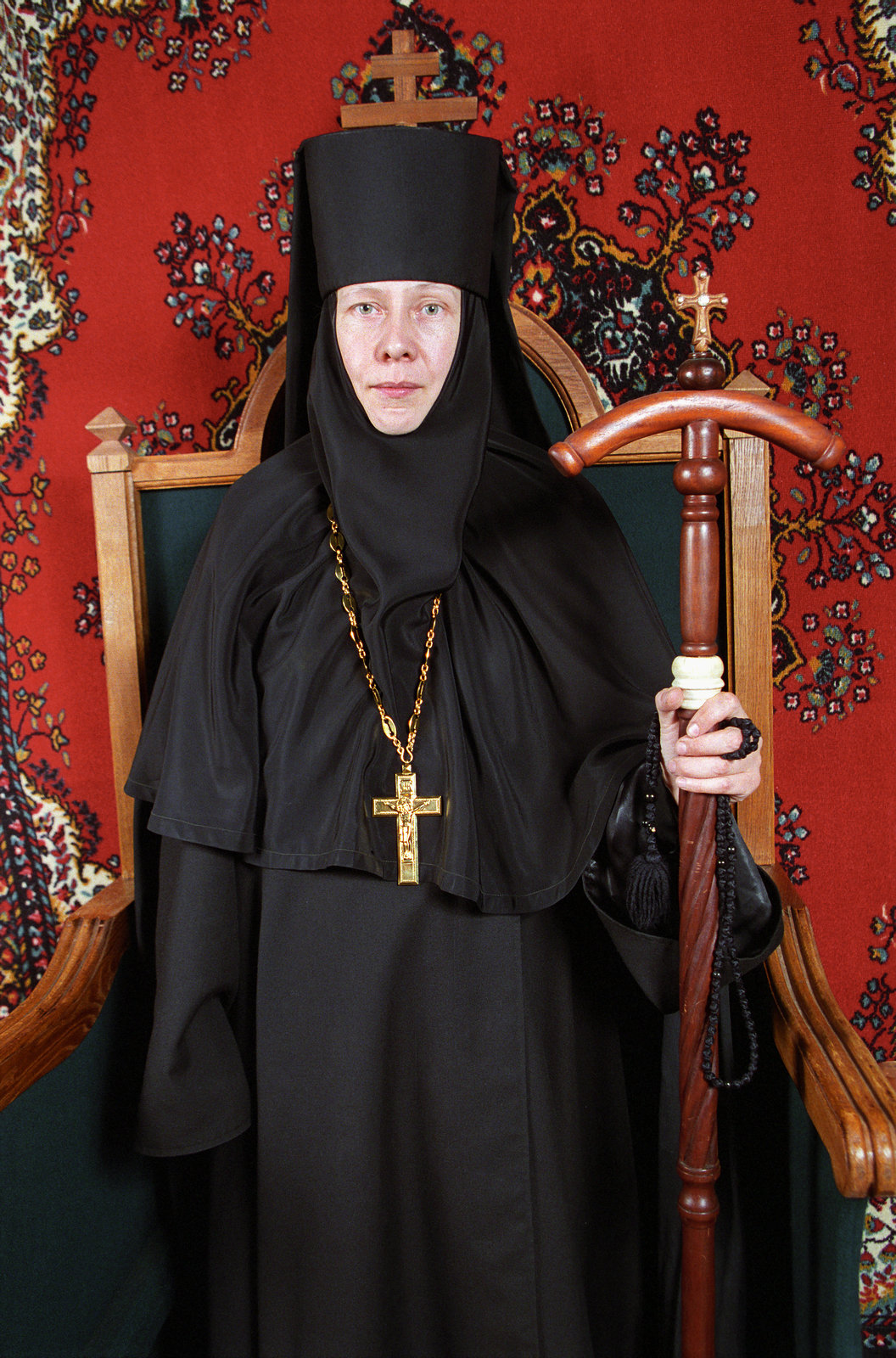
Nữ tu với giây chuyền thập giá
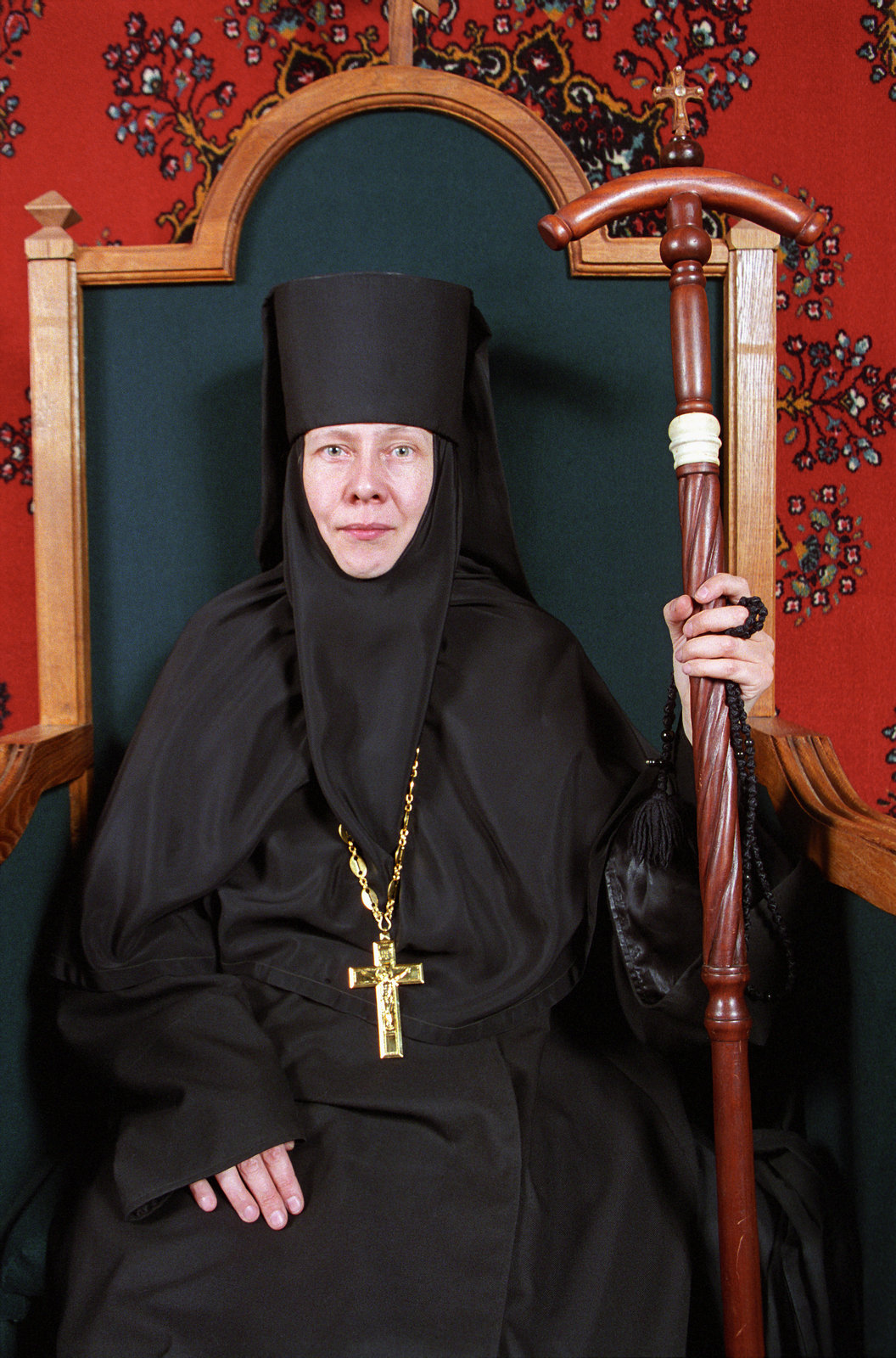
Nữ tu với giây chuyền thập giá
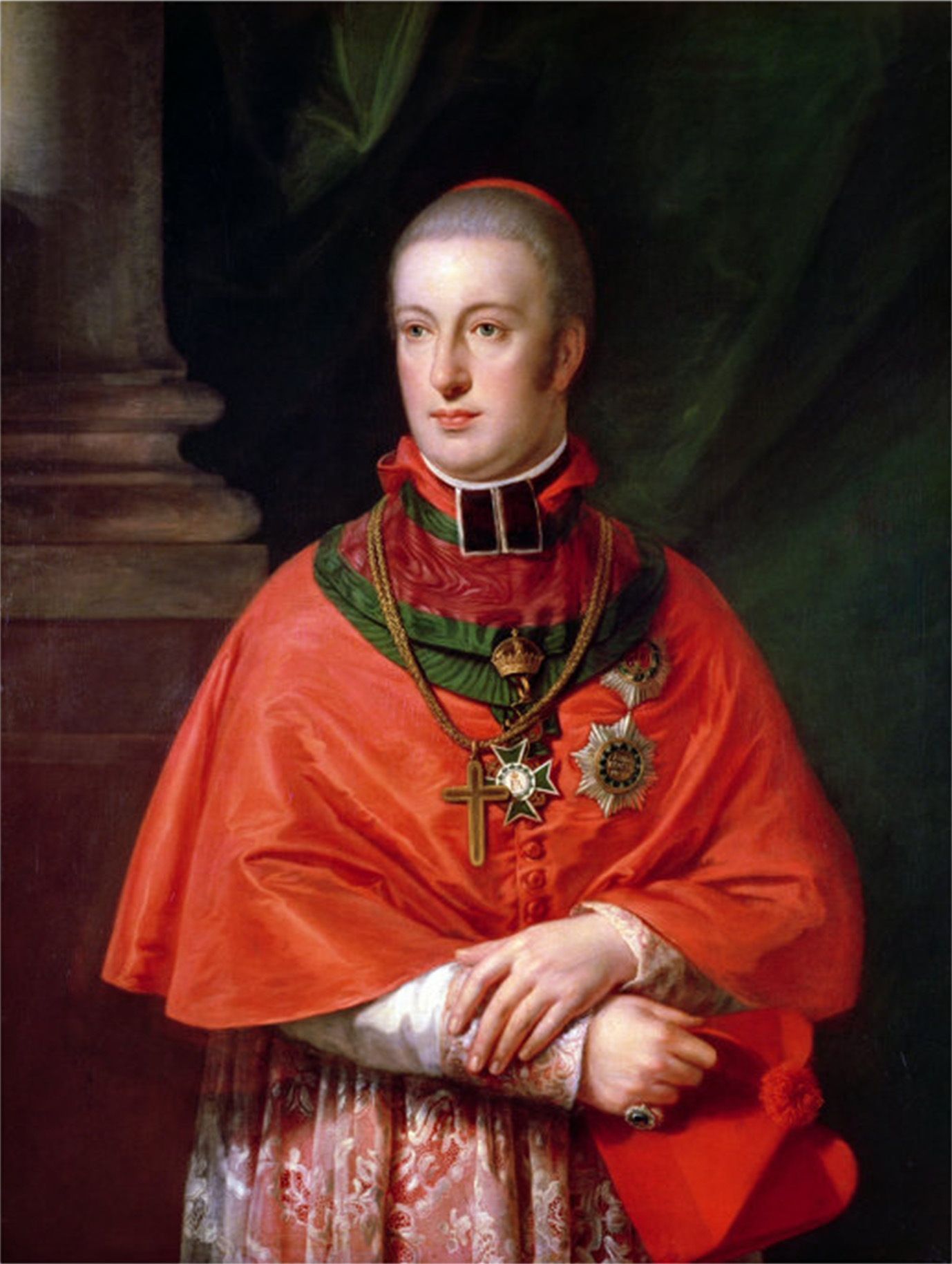
Họa phẩm Hồng y mặc phẩm phục và đeo giây chuyền thập giá
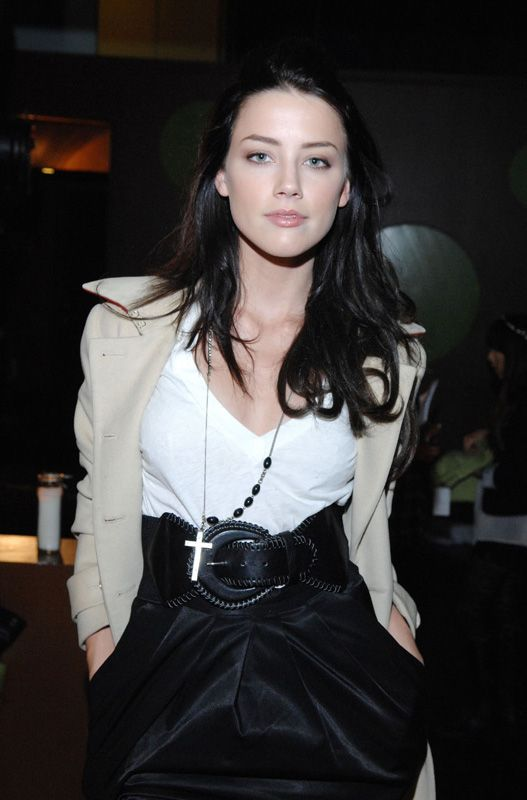
Nữ minh tinh Amber Heard với trang phục và giây chuyền thập giá
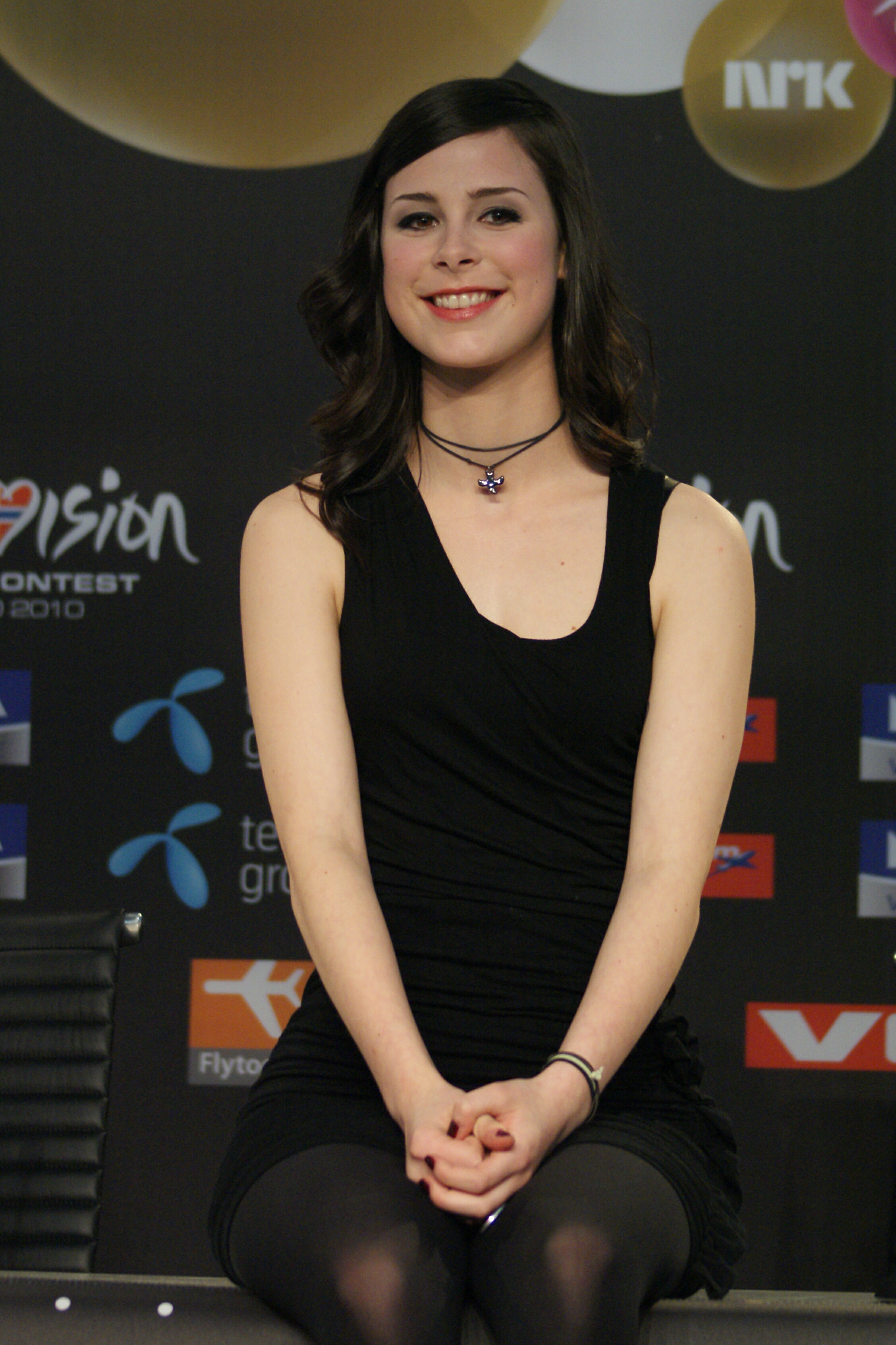
Lena Meyer-Landrut đeo giây chuyền Thánh giá
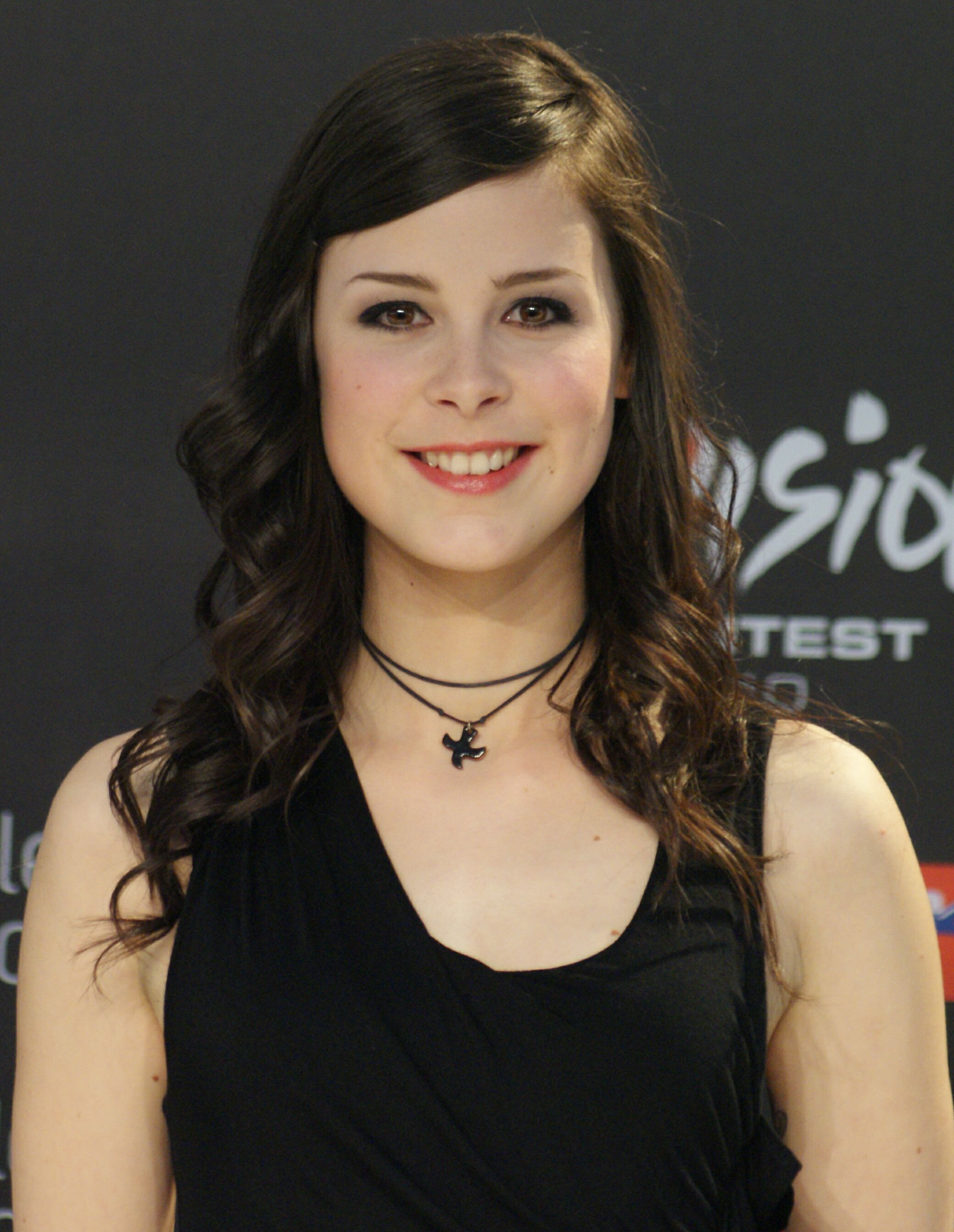
Lena Meyer-Landrut đeo giây chuyền Thánh giá
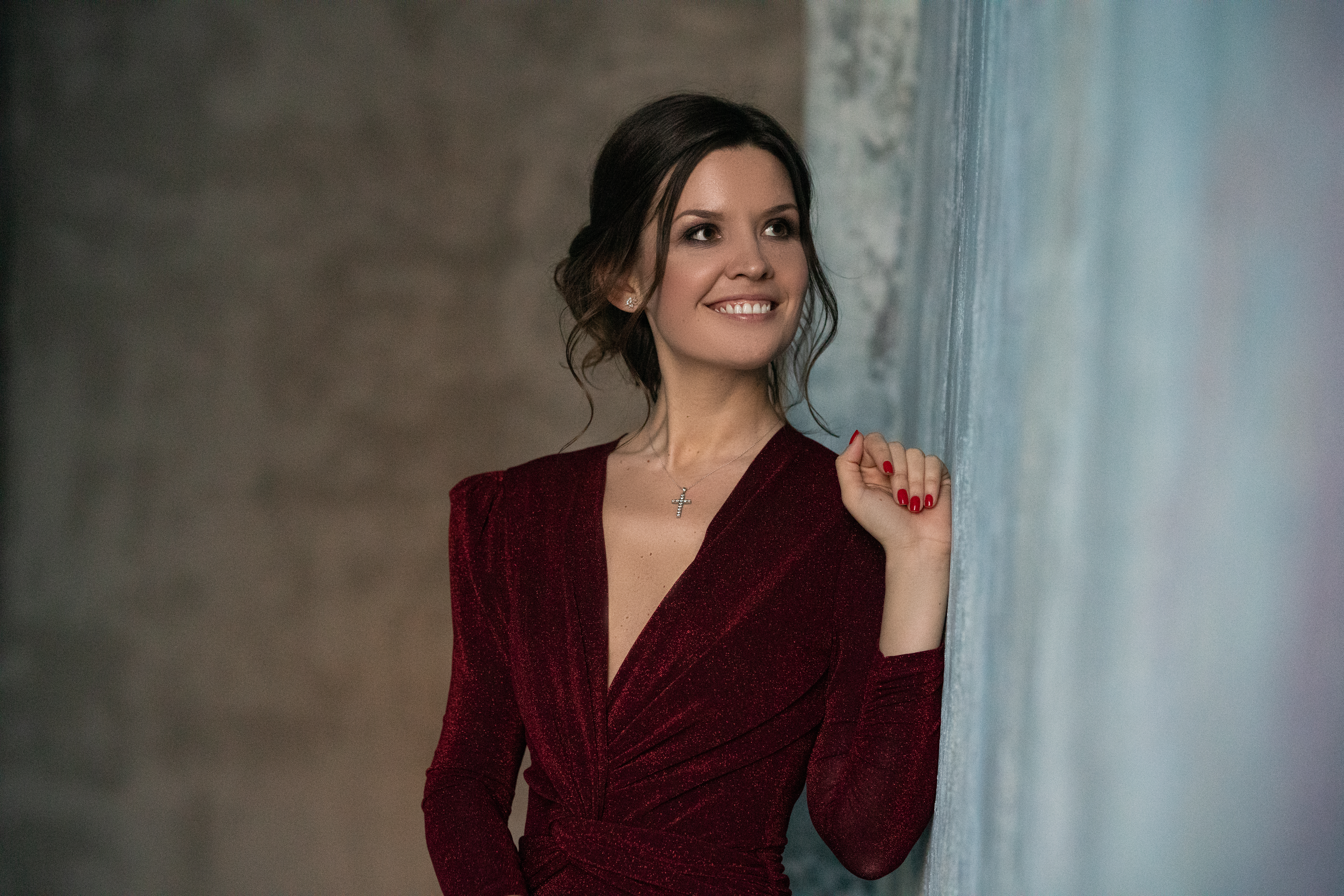
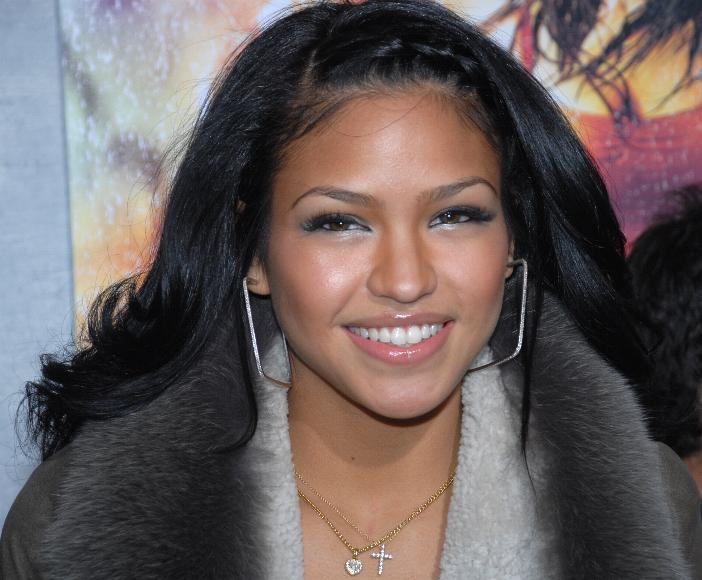
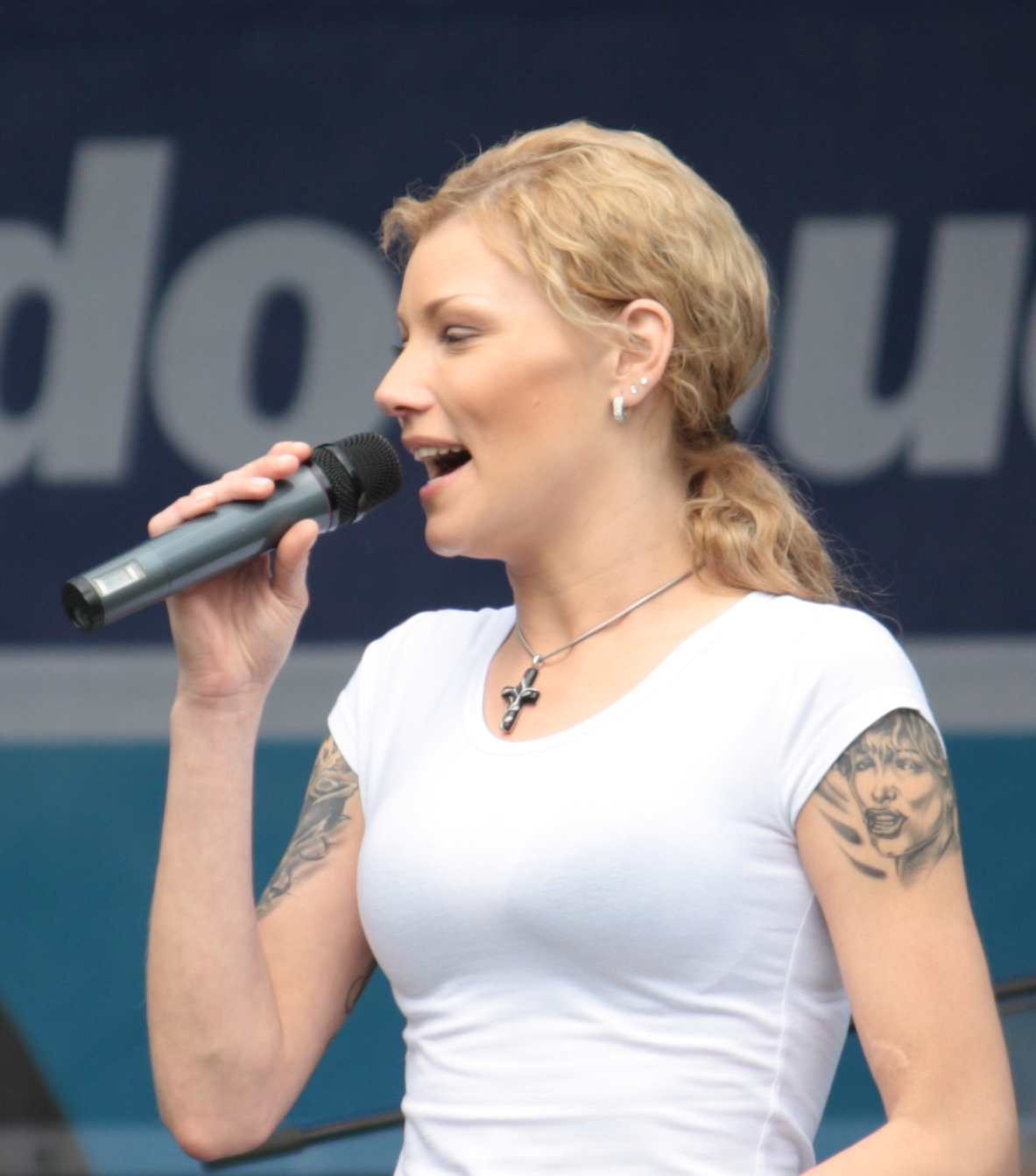
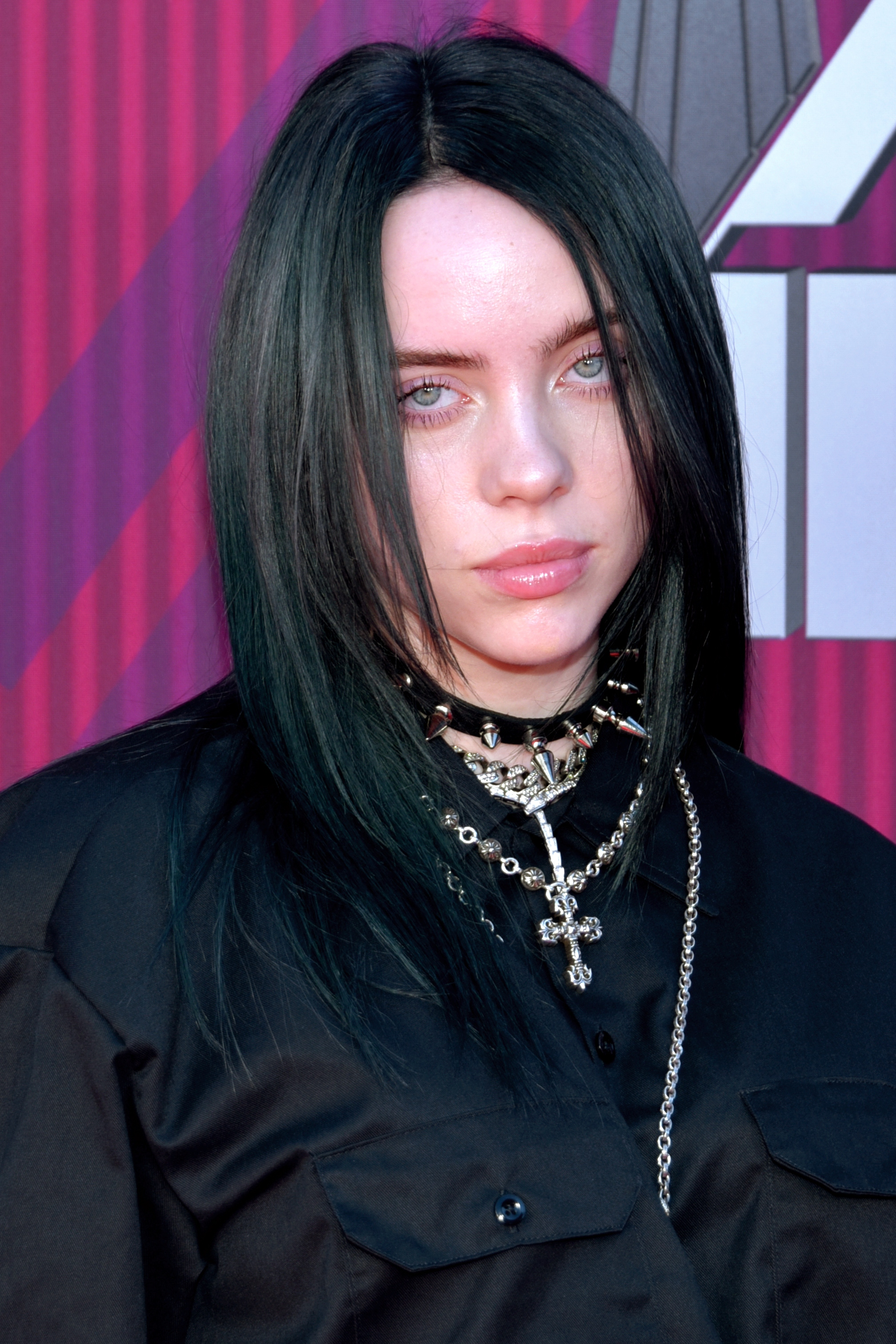
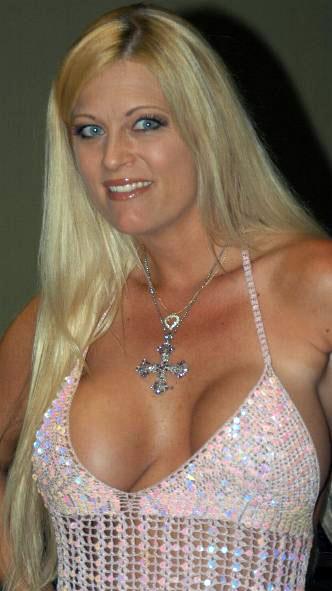
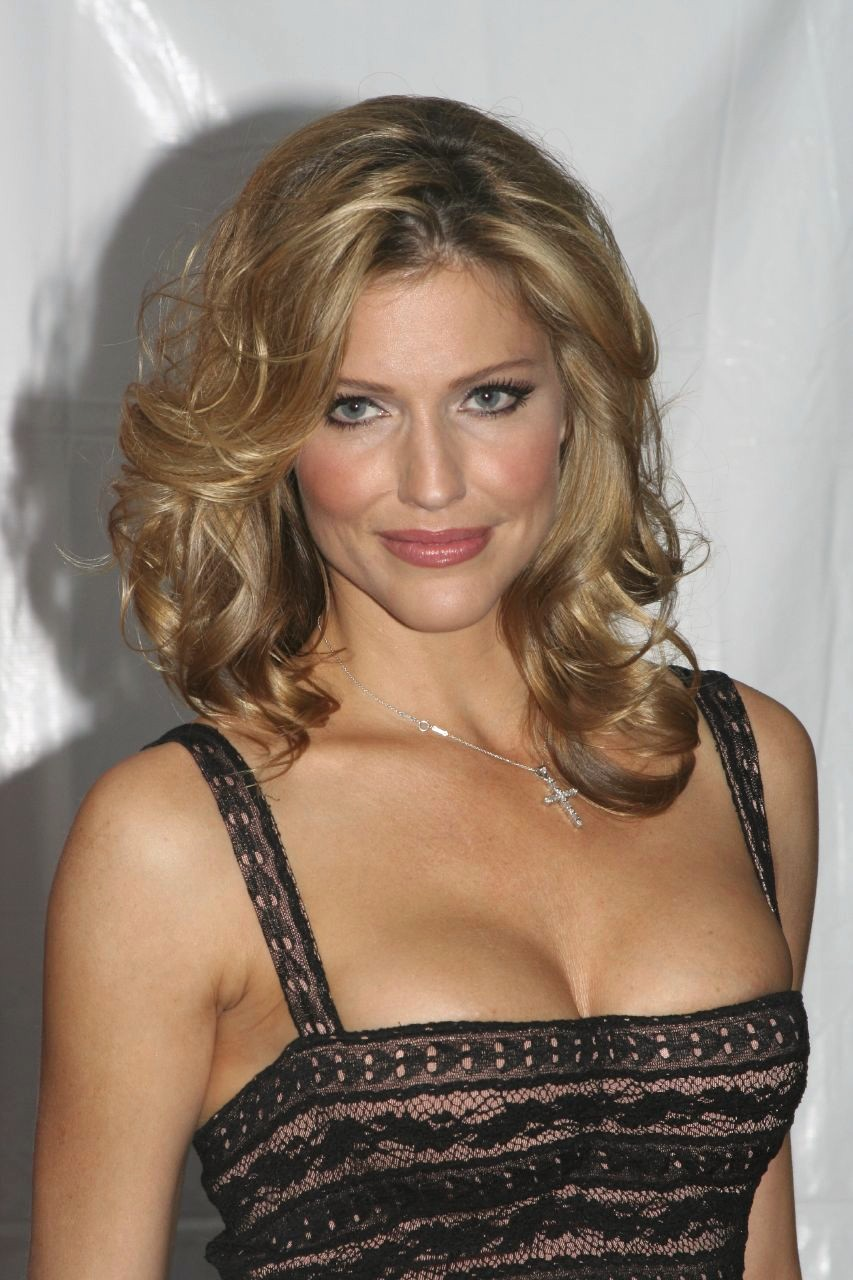
Tricia Helfer đeo giây chuyền thập giá
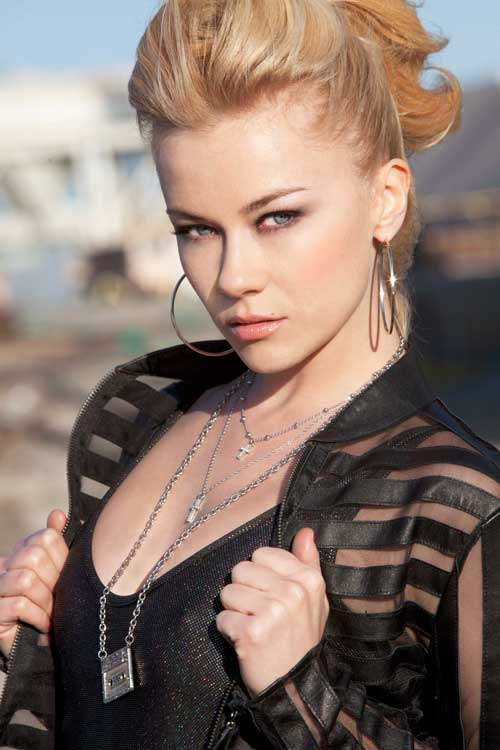
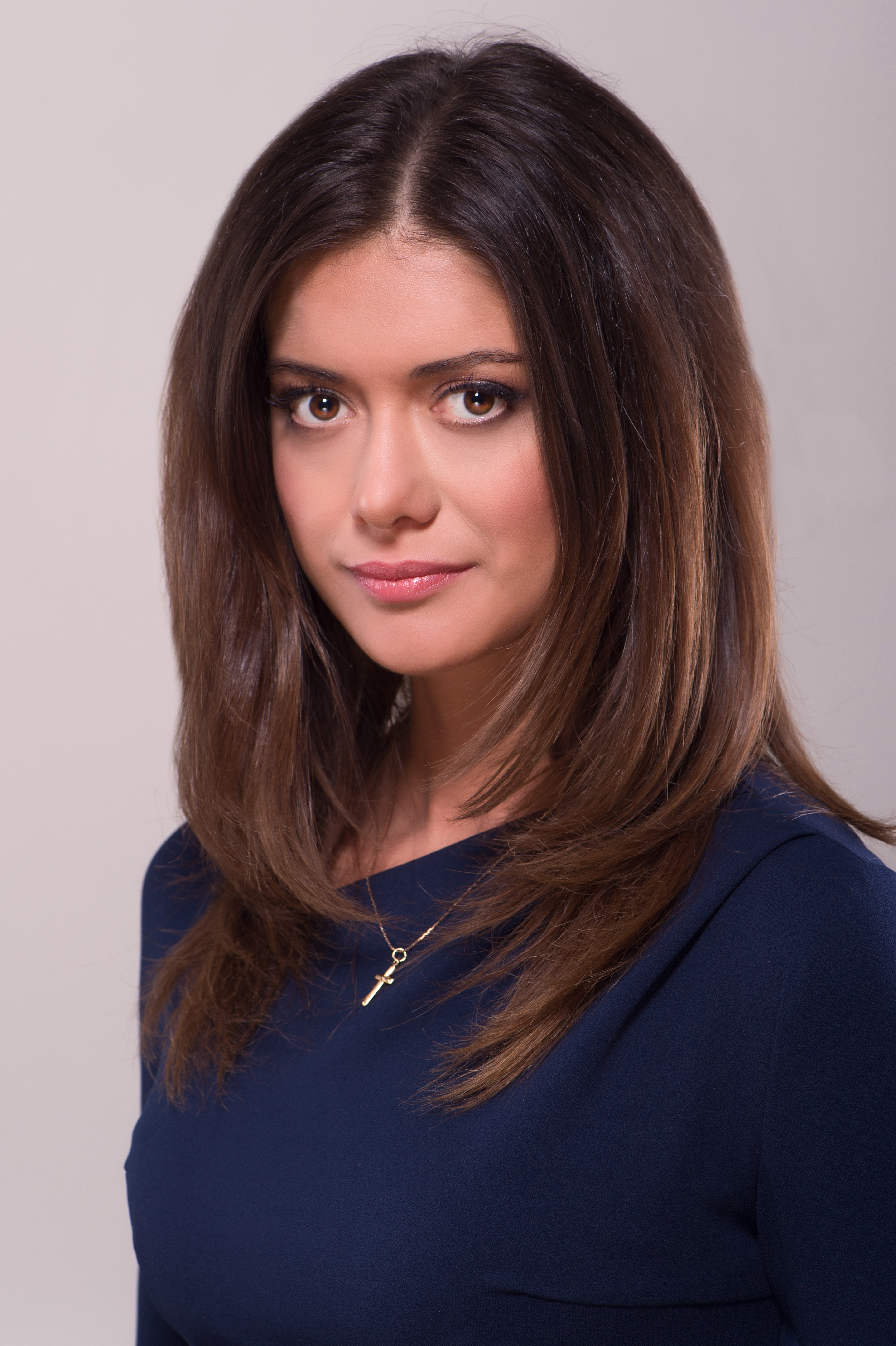
Miriam Shaded đeo giây chuyền thập giá
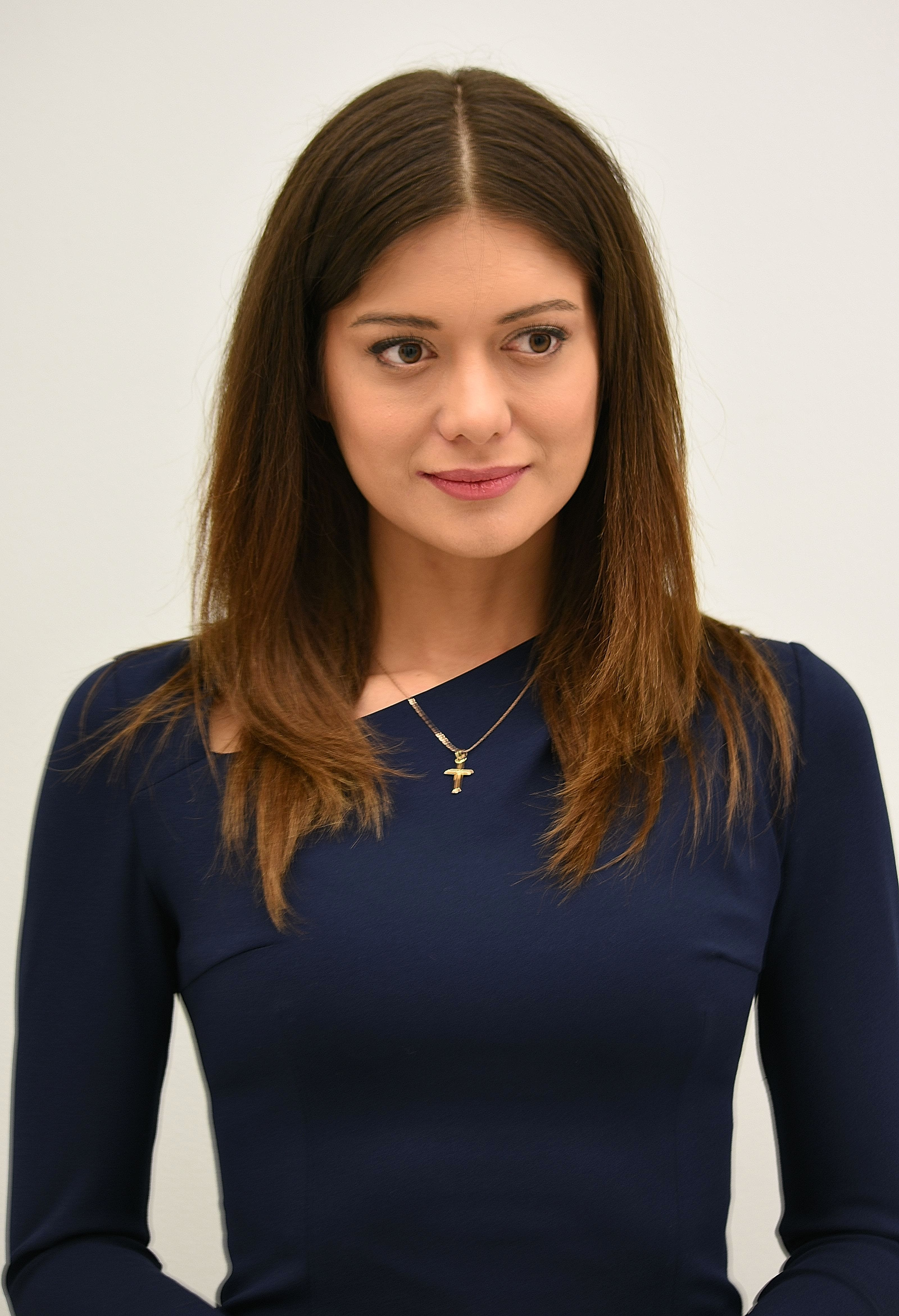
Miriam Shaded đeo giây chuyền thập giá
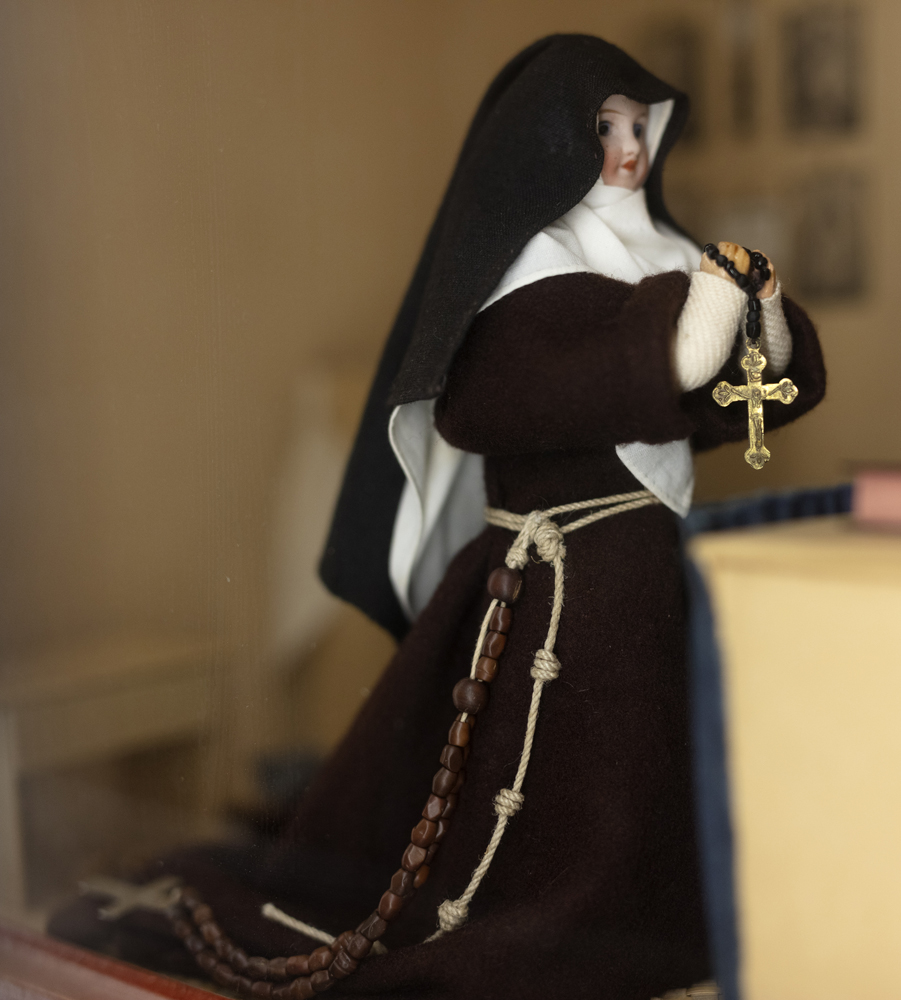
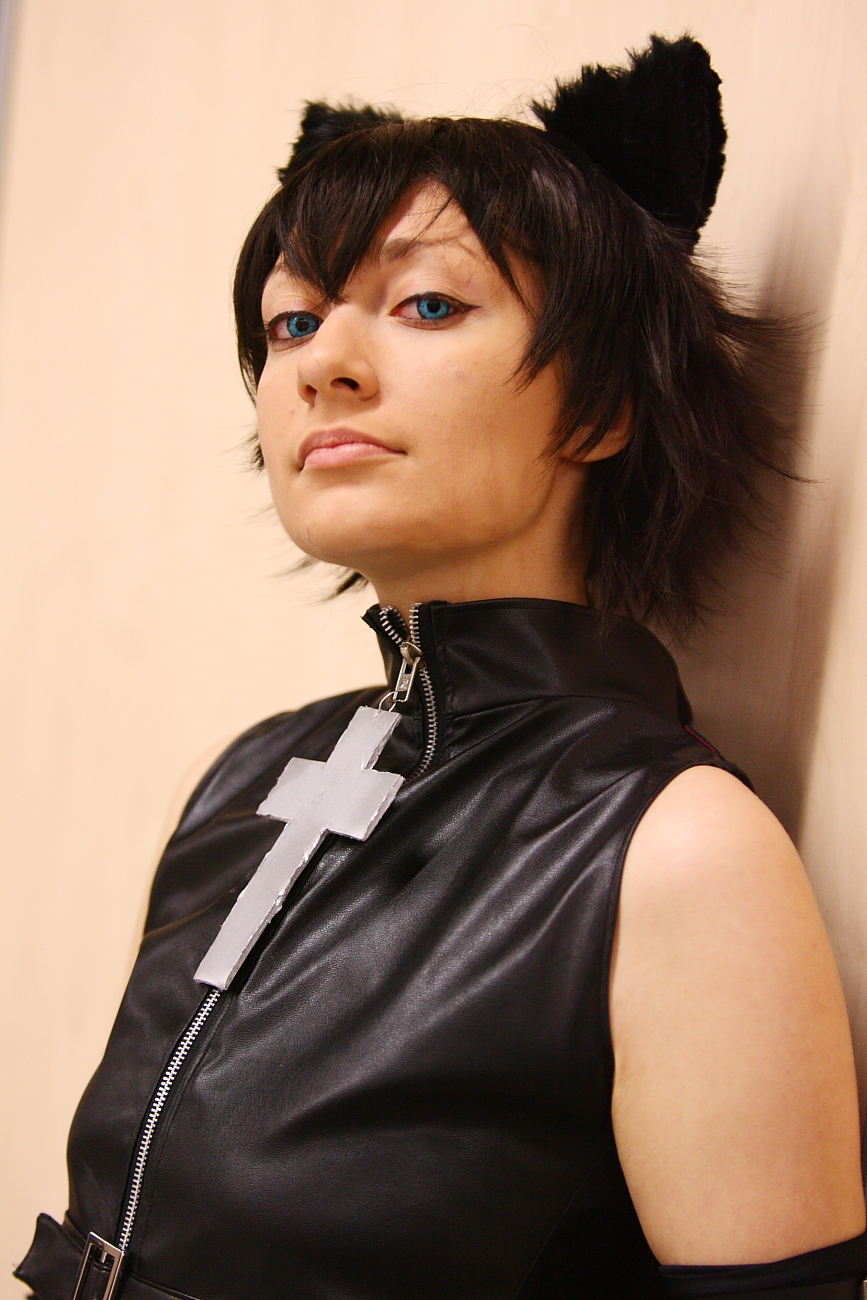
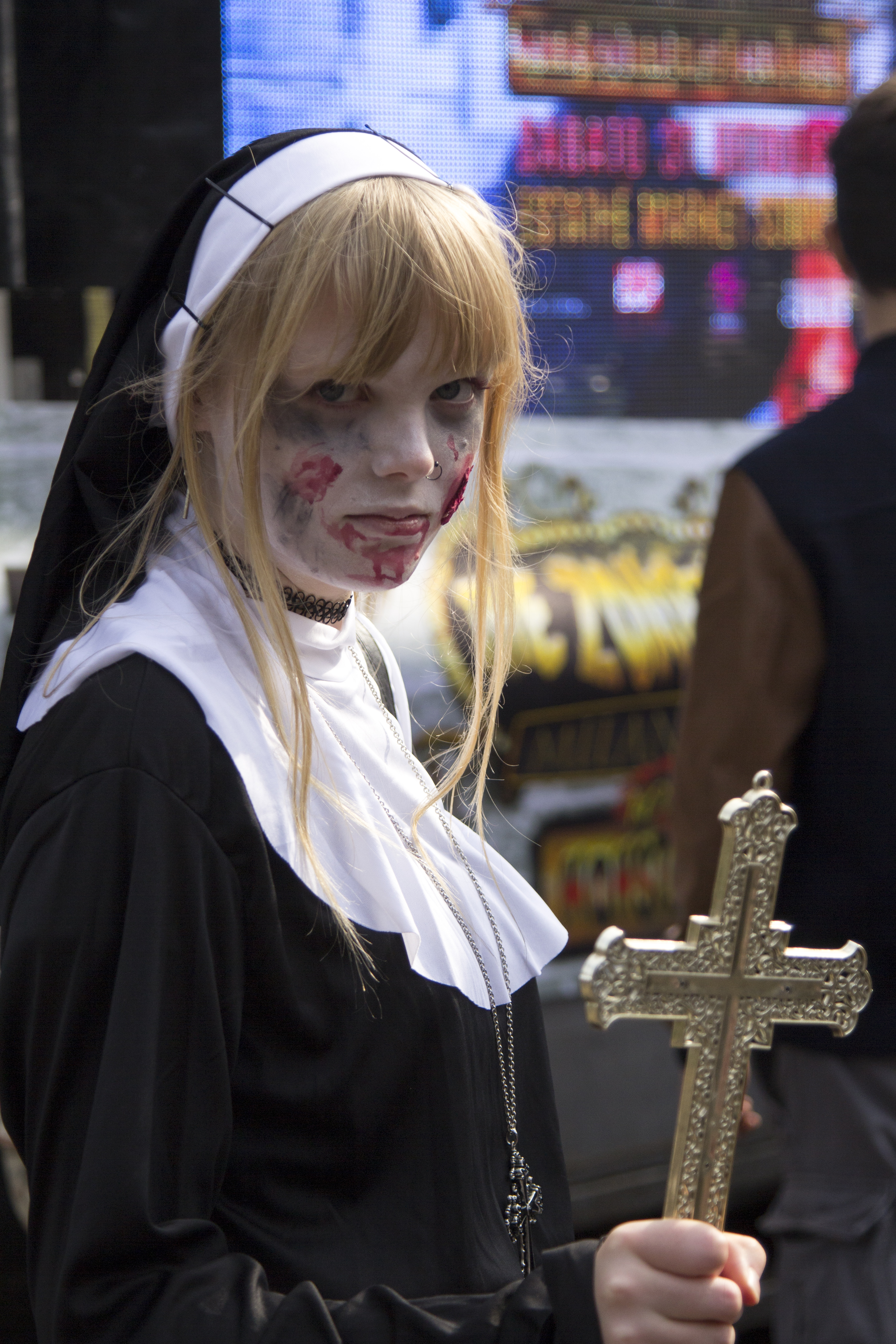
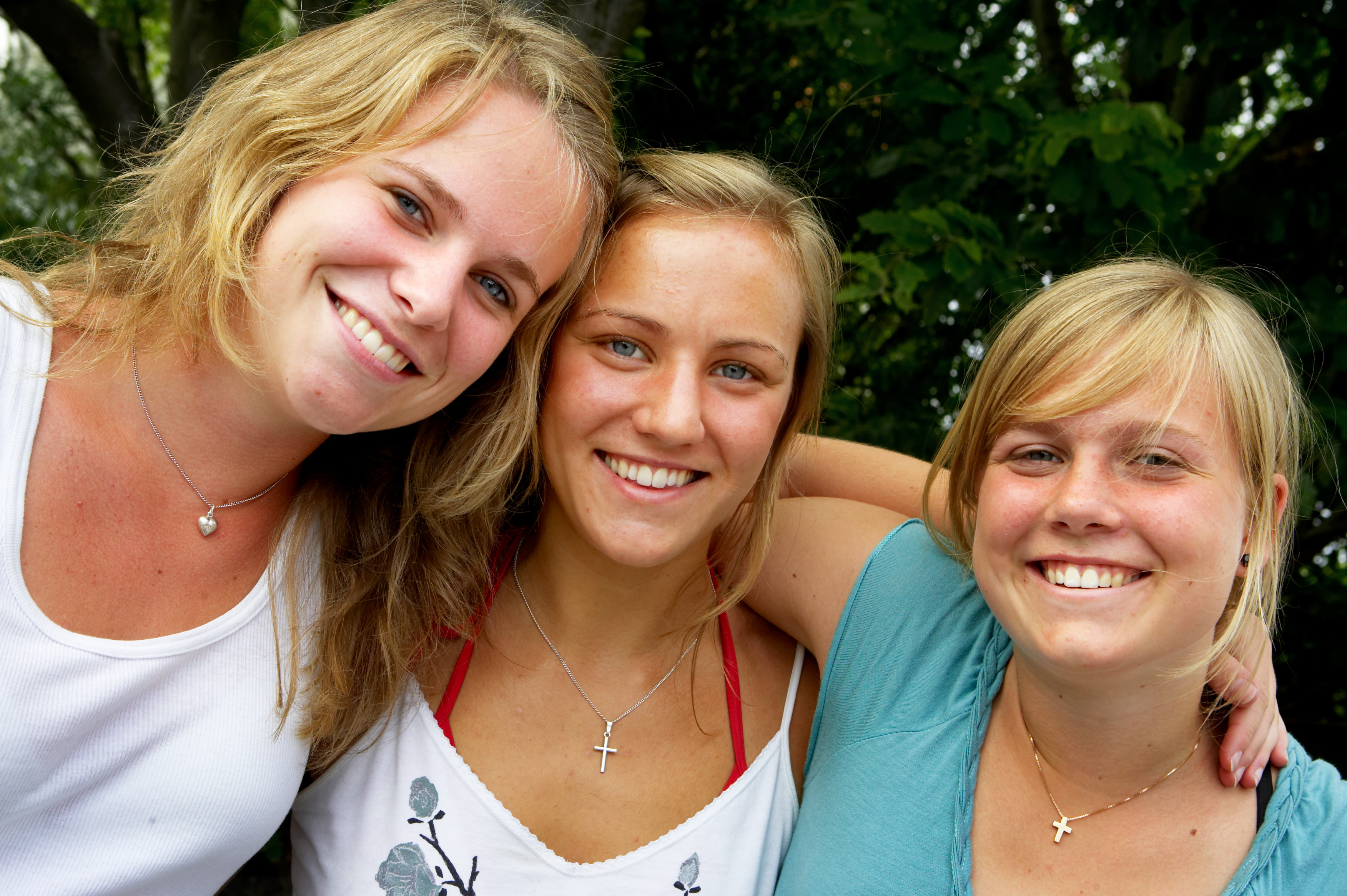
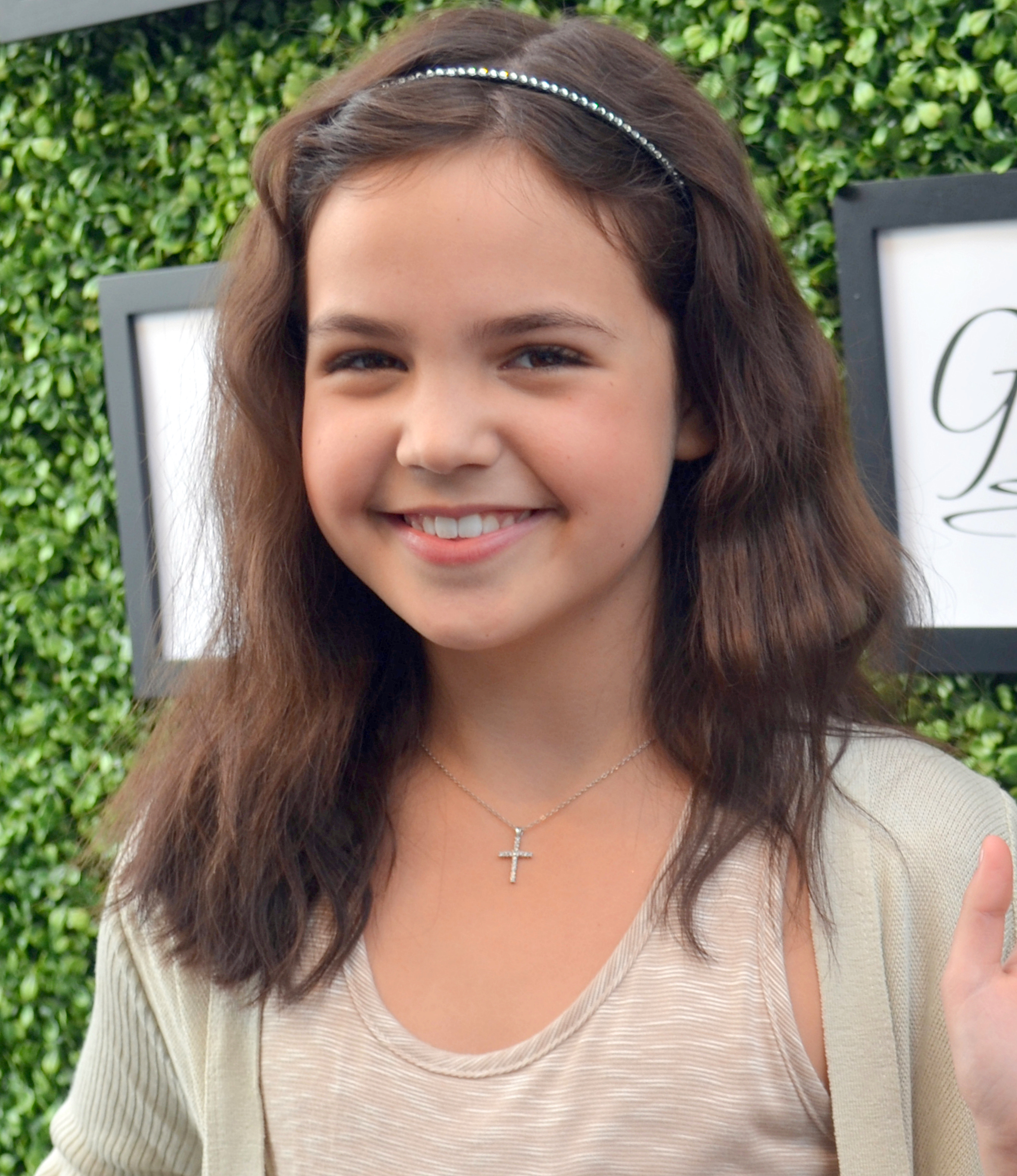
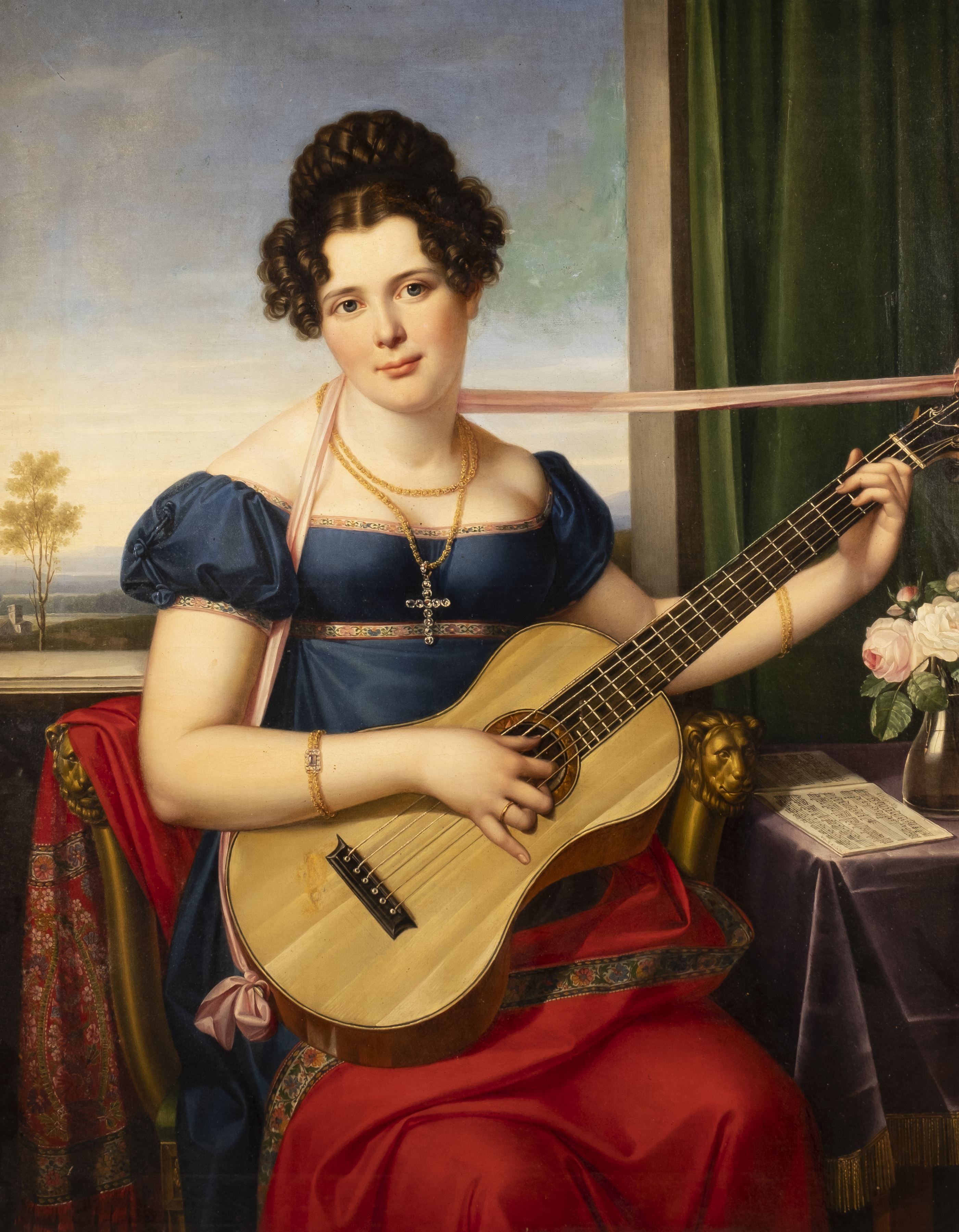
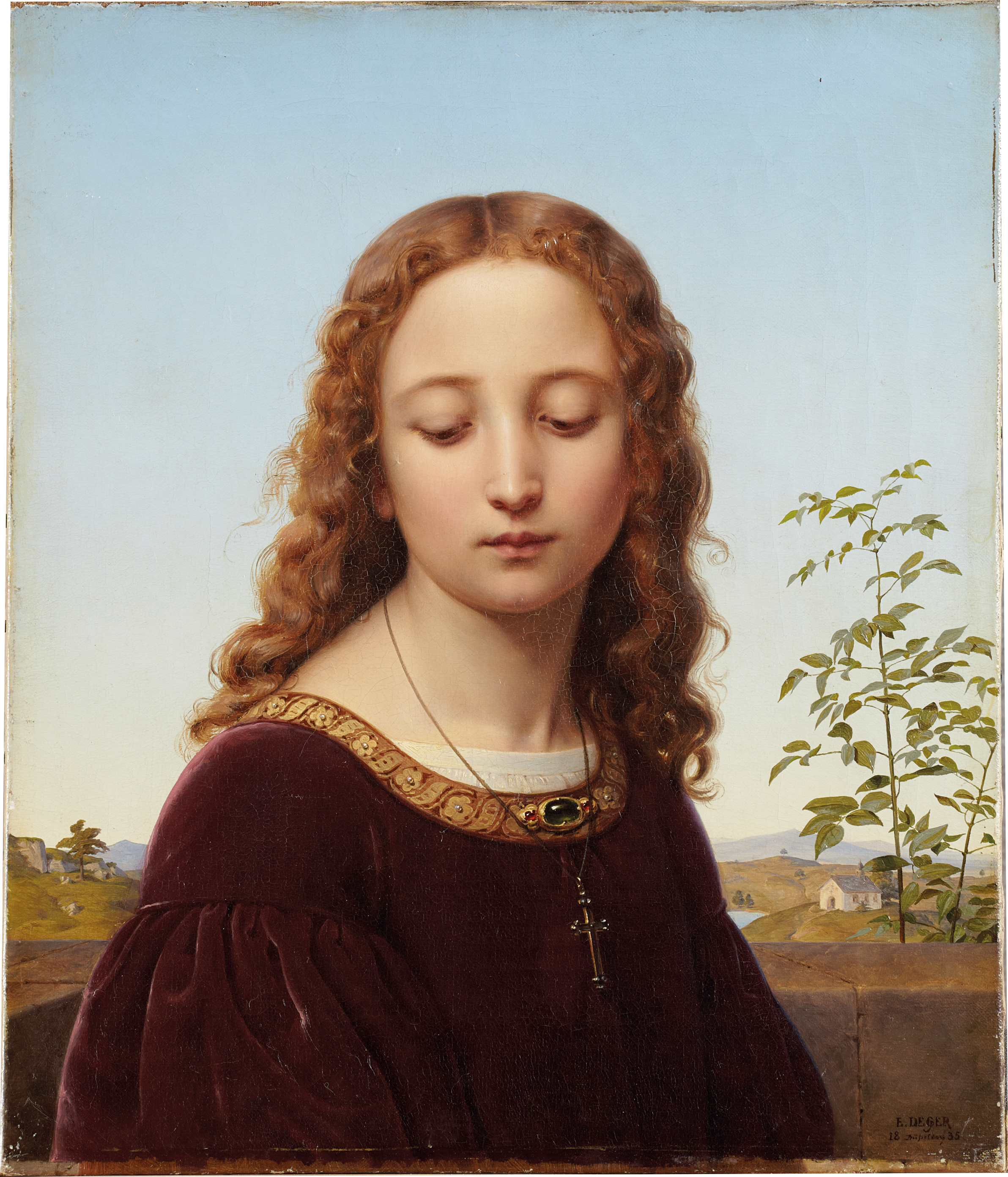